# Шевченко (Новокатеринівська сільська рада)
Шевче́нко — село в Україні, у Кальміуській міській громаді Кальміуського району Донецької області. Населення становить 188 осіб.

## Загальні відомості
Відстань до райцентру становить близько 18 км і проходить переважно автошляхом Т 0509.
Землі села межують із територією с-ща Петренки Амвросіївського району Донецької області.
Із 2014 р. внесено до переліку населених пунктів на Сході України, на яких тимчасово не діє українська влада.

## Населення
За даними перепису 2001 року населення села становило 188 особи, з них 22,87 % зазначили рідною мову українську та 76,6 % — російську.